# بنفشه سگی معمولی
 بنفشه سگی معمولی(نام علمی: Viola riviniana) نام یک گونه از سرده بنفشه است.